# Tetraponera sahlbergii
Tetraponera sahlbergii é uma espécie de formiga do gênero Tetraponera, pertencente à subfamília Pseudomyrmecinae.